# Nothofagus fusca

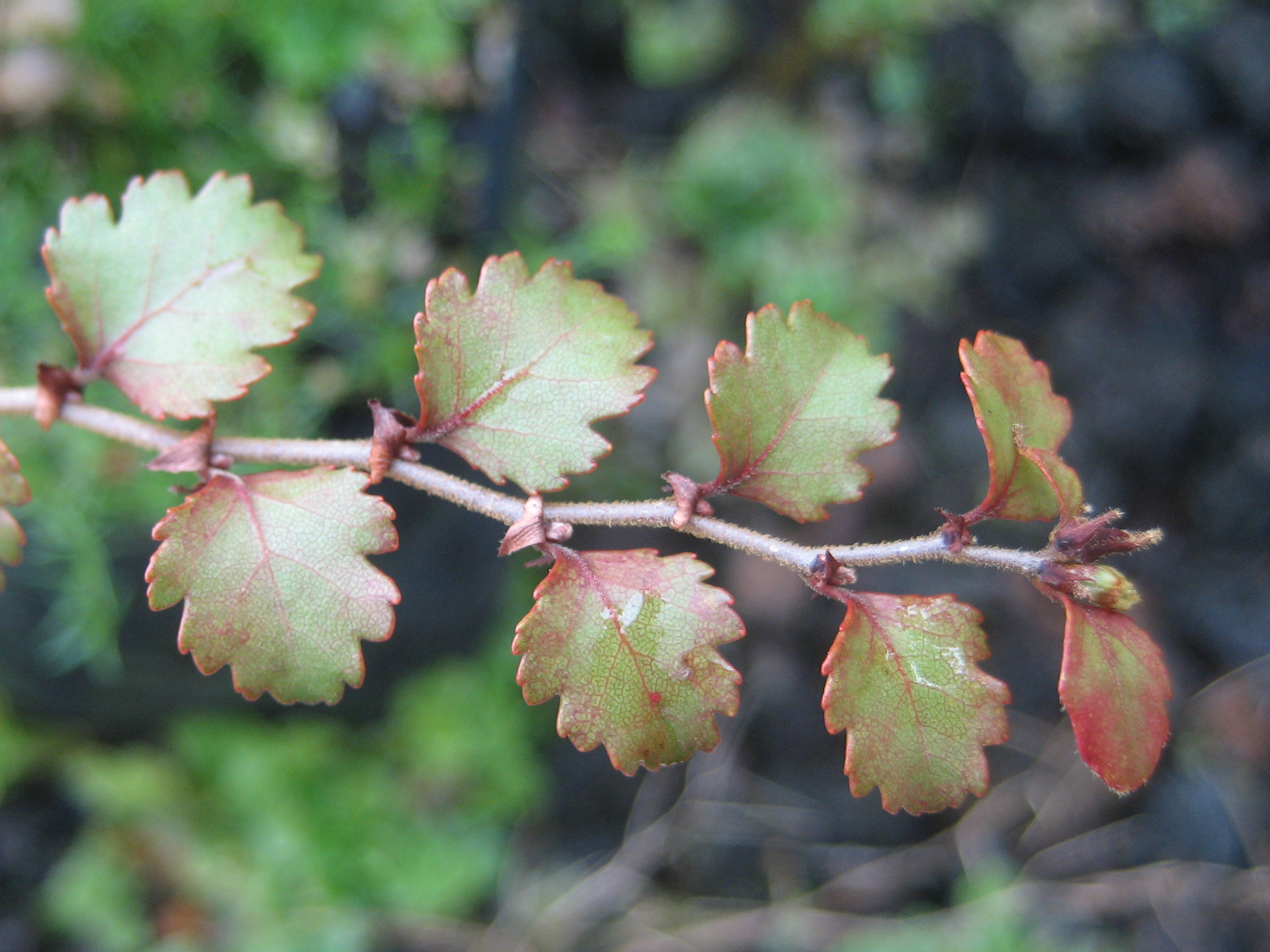
Zweig von Nothofagus fusca

Nothofagus fusca ist ein nur in Neuseeland vorkommender Vertreter der Scheinbuchen (Nothofagus).

## Merkmale
Nothofagus fusca ist ein immergrüner Baum und erreicht Wuchshöhen von bis zu 30 m. Der Stamm kann einen Durchmesser von 2 m oder mehr erreichen, häufig ist er spannrückig.
Die Blätter sind eher dünn und lederig. Sie sind 20 – 40 × 15 – 25 mm groß. Der Blattstiel ist bis 4 mm lang. Die Blattspreite ist kahl, mit Ausnahme der Nerven an der Blattunterseite. Die Spreite ist breit-oval bis oval-länglich. Der Blattrand ist grob und eher tief und scharf gezähnt, mit 6 bis 8 Paar Zähnen. In den basalen Nervenachseln gibt es ein bis zwei Domatien. Junge Pflanzen haben meist dünnere und stärker gezähnte Blätter.
Die männlichen Blütenstände stehen allein bis zu acht an den Zweigen. Die Blütenstandsstiele sind kahl und bis 4 mm lang. Sie ein bis drei, selten fünf Blüten. Das Perigon ist 5 mm lang, glockenförmig und flach abgestumpft fünflappig. Sie ist kaum bis dicht behaart. Es gibt 8 bis 11 Staubblätter. Die Antheren sind 2 mm lang, rot, gelb oder strohgelb. Die weiblichen Blütenstände stehen bis zu fünft am Zweig, sind sitzend, eiförmig bis kugelig, 3 mm lang, kahl und bestehen meist aus drei Blüten. Die seitlichen Blüten sind dreizählig, die endständige ist zweizählig. Die Narben sind zungenförmig und deutlich zweilappig. Die Cupula ist behaart und vierteilig. Die Nüsse sind 7 mm lang, dreikantig oder flach. Die Flügel sind an der Basis breit und keilförmig zugespitzt.
Das Holz ist frisch dunkelrot. Die Borke ist dich, dunkel, gefurcht mit großen Schuppen.

## Verbreitung und Standorte
Nothofagus fusca kommt auf beiden Hauptinseln Neuseelands vor, vom 37. Breitengrad südlich. Sie fehlt jedoch am Mount Egmont. Sie wächst im Tiefland- und Bergwald.
Sie bevorzugt Hügelländer und Talböden im Inland, besonders wo die Böden fruchtbar und gut entwässert sind. Ein Mykorrhiza-Partner der Art ist der Ständerpilz Boletopsis nothofagi.

## Taxonomie
Nothofagus fusca wurde von Joseph Dalton Hooker 1844 als Fagus fusca erstbeschrieben. Die Erstbeschreibung erschien in der siebenten Auflage der Icones Plantarum seines Vaters William Jackson Hooker. Der Typusbeleg befindet sich in den Royal Botanic Gardens, Kew und wurde von Reverend William Colenso gesammelt.
1873 wurde die Art von Ørsted in die Gattung Nothofagus überführt.

## Belege
1. 1 2 3 4 5 6  
Nothofagus fusca in der Flora of New Zealand, abgerufen am 3. Oktober 2012.
2. ↑  
Department of Conservation: Beech Forest, abgerufen am 3. Oktober 2012.
3. ↑  
Jerry Cooper, Patrick Leonard: Boletopsis nothofagi sp. nov. associated with Nothofagus in the Southern Hemisphere. In: MycoKeys. 3. Jahrgang, 2012, ISSN 1314-4057, S. 13–22, doi:10.3897/mycokeys.3.2762 (pensoft.net).
4. 1 2  
Fagus fusca, in der Flora of New Zealand, abgerufen am 3. Oktober 2012.